# Aberto de Tênis do Rio Grande do Sul
O Aberto de Tênis do Rio Grande do Sul é um torneio tênis, que fez parte da série ATP Challenger Tour, realizado de 2012 a 2015, realizado em piso de saibro, no Rio Grande do Sul, Brasil.

## Edições

### Simples
| Ano  | Campeão          | Finalista         | Placar             | Ref.  |
| ---- | ---------------- | ----------------- | ------------------ | ----- |
| 2015 | Guido Pella      | Diego Schwartzman | 6–3, 7–6(7–5)      | [ 2 ] |
| 2014 | Carlos Berlocq   | Diego Schwartzman | 6–4, 4–6, 6–0      | [ 3 ] |
| 2013 | Facundo Arguello | Máximo González   | 6-4, 6-1           | [ 4 ] |
| 2012 | Simon Greul      | Gastão Elias      | 2–6, 7–6(7–5), 7–5 | [ 5 ] |

### Duplas
| Ano  | Campeões                            | Finalistas                       | Placar           | Ref.  |
| ---- | ----------------------------------- | -------------------------------- | ---------------- | ----- |
| 2015 | Gastão Elias Frederico Silva        | Christian Garin Juan Carlos Saez | 6–2,6–4          | [ 2 ] |
| 2014 | Guido Andreozzi Guillermo Durán (2) | Facundo Bagnis Diego Schwartzman | 6–3, 6–3         | [ 6 ] |
| 2013 | Guillermo Durán Máximo González     | Víctor Estrella João Souza       | 3-6, 6-1, [10-5] | [ 7 ] |
| 2012 | Marcelo Demoliner João Souza        | Simon Greul Alessandro Motti     | 6–3, 3–6, [10–7] | [ 8 ] |

## Ligações Externas
- Site Oficial